# G.723
G.723 は、広帯域の音声コーデックのITU-T標準規格の一つ。G.721 適応的差分パルス符号変調の拡張であり、24 kbit/s と 40 kbit/s の仕様が定義されている。
G.726 で置き換えられ、現在では使われていない。
G.723.1 は全く異なるコーデックである。